# ژرتشیتسه
ژرتشیتسه (به لاتین: Žerčice) یک منطقهٔ مسکونی در جمهوری چک است که در شهرستان ملادا بولسلاو واقع شده‌است. ژرتشیتسه ۷٫۷۸ کیلومتر مربع مساحت و ۳۷۴ نفر جمعیت دارد و ۲۴۱ متر بالاتر از سطح دریا واقع شده‌است.